# Dolmen 1 del Roc de l'Home Mort
El Dolmen 1 del Roc de l'Home Mort és un monument megalític del terme comunal de Rià i Cirac, a la comarca del Conflent, de la Catalunya del Nord.
És al nord-oest del Pla de Vall en So, també al nord-oest de l'antic terme de Rià, a prop del termenal amb Conat, a prop a llevant del Roc de l'Home Mort.
És un dolmen amb peristàlit (conjunt de pedres ajagudes que marcaven el perímetre del túmul). L'entrada del dolmen apunt al nord-oest. En donà notícia Jean Abelanet el 1970. A prop del dolmen hi ha cassoletes a les roques.
L'anomenat Dolmen 2 del Roc de l'Home Mort és en realitat el Dolmen 1 de la Font de l'Aram, i el Dolmen 3 del Roc de l'Home Mort és desaparegut.